# Václav Čtvrtek
Václav Čtvrtek, właśc. Václav Cafourek (ur. 4 kwietnia 1911 w Pradze, zm. 6 listopada 1976 tamże) – czeski pisarz, autor dobranocek i książek dla dzieci. Dzieciństwo spędził w Jičínie, gdzie później osadził swojego najbardziej znanego bohatera, rozbójnika Rumcajsa.
Kawaler Orderu Uśmiechu.

## Życiorys
Václav Čtvrtek to używany od 1946 roku pseudonim Václava Cafoureka. Oficjalnie zmienił nazwisko w 1959 roku.
Urodził się w Pradze, ale podczas I wojny mieszkał u swojego dziadka Václava Fejfara w Jičínie, który w latach 1878–1883 był burmistrzem tego miasta. Pobyt u niego, jego opowieści miały duży wpływ na twórczość Václava. Po zakończeniu wojny mieszkał w Pradze, gdzie ukończył szkołę średnią i zaczął studiować prawo. Nie skończył studiów. W latach 1933–1939 pracował w Powiatowej Dyrekcji Finansowej w Chebie, a podczas II wojny światowej jako urzędnik finansowy w Pradze. Po wojnie współpracował z radiem. Od 1960 roku całkowicie poświęcił się pisaniu książek.
Publikowanie utworów zaczął dopiero w 1946 roku. Przed II wojną powstały jego pierwsze powieści – pisane dla dorosłych. Po wojnie pisze głównie dla dzieci. Jego bajki osiągnęły sukces dzięki współpracy autora z telewizją i powstaniu na ich podstawie filmów animowanych. Animacje były popularne nie tylko w kraju, ale też za granicą. Na przykład bajkę o Rumcajsie wyświetlano w ponad 30 krajach. W 1974 dwie spośród jego książek zostały wpisane na Listę Honorową IBBY. Były to: Rumcajs a Manka i Rumcajs. W 1982 roku na listę wpisano Cypiska.
Wszystkie bajki Václava Čtvrtka mają niezwykłe, baśniowe tło: są tu rusałki, wodniki, mówiące zwierzęta. Na uwagę zasługuje humor, niejednokrotnie niemal surrealistyczny, przybierający cechy groteski. Znajdziemy tu wyraziste postacie stojące zarówno po stronie dobra (jak Żwirek i Muchomorek, Rumcajs), jak i po stronie zła. Autor chwali ludową mądrość dobrych bohaterów, która ostatecznie zawsze wygrywa ze złośliwością i chciwością złych postaci.

## Wybrane tytuły
- Bajki z mchu i paproci o Żwirku i Muchomorku (czes. Pohádky z mechu a kapradí. Křemílek a Vochomurka)
- Cypisek (czes. Cipísek) Nasza Księgarnia 1981, Albatros 1975, Grafag 1997[6]
- Hanka (czes. Manka) Nasza Księgarnia 1982, Albatros 2004[6]
- Makowa panienka (czes. Maková panenka)
- Mała zła czarownica (czes. Mala zla kouzelnice) KAW 1978 tł. Andrzej Witwicki[7]
- Manka Albatros 1975[6]
- O gajowym Robatce i jeleniu Wietrzynosku
- O rusałce Amelce i żabce Marynce (czes. O víle Amálce a žabce Márince).
- O Rumcajsie i rozbójnickim synku Cypisku Nasza Księgarnia 1977[6]
- Przygody rozbójnika Rumcajsa. Na motywach powieści Vaclava Ctvrteka Ernest Bryll KAW 1976[6]
- Podróże furmana Szejtroczka
- Rumcajs Nasza Księgarnia 1975, Albatros (1972, 1975, 2004, 2008), Grafag 1997[6]
- Waligóra i Tańczyborek (czes. Hrompác a Tancibůrek) Nasza Księgarnia 1978 (tł. Hanna Kostyrko)[8]
- Zabawy z Rozbójnikiem Rumcajsem Wilga 2009[6]

## Upamiętnienie
- w 2006 roku imię Václava Čtvrtka nadano Bibliotece Miejskiej w Jičínie[9].
- W 2009 roku Czeska Telewizja zrealizowała film dokumentalny zatytułowany Strejda Čtvrtek[10]. Jego reżyserem był Tomáš Váňa[11].
- z okazji 100. rocznicy urodzin pisarza ogłoszono w Czechach rok 2011 bajkowym rokiem[12].
- w dniu urodzin Václava Čtvrtka – 4 kwietnia 2011 Google upamiętniło rocznicę okolicznościowym Doodle[13].